# Cabo de Ajo
El cabo de Ajo es el cabo más septentrional de la costa de Cantabria y uno de los más accidentados.
Se encuentra localizado en el municipio de Bareyo, recibiendo el nombre de la capital del mismo, Ajo. El cabo forma parte de una Zona de Especial Protección para las Aves.
Debido a su posición geográfica en el punto más septentrional de La Montaña, desde él se puede apreciar la bahía de Santander al oeste, la ría de Ajo, de Castellanos o de La Venera al este y la cordillera Cantábrica al sur.
En el cabo de Ajo se encuentra el faro de Ajo, cuyo haz de luz alcanza las 17 millas náuticas.

## Galería

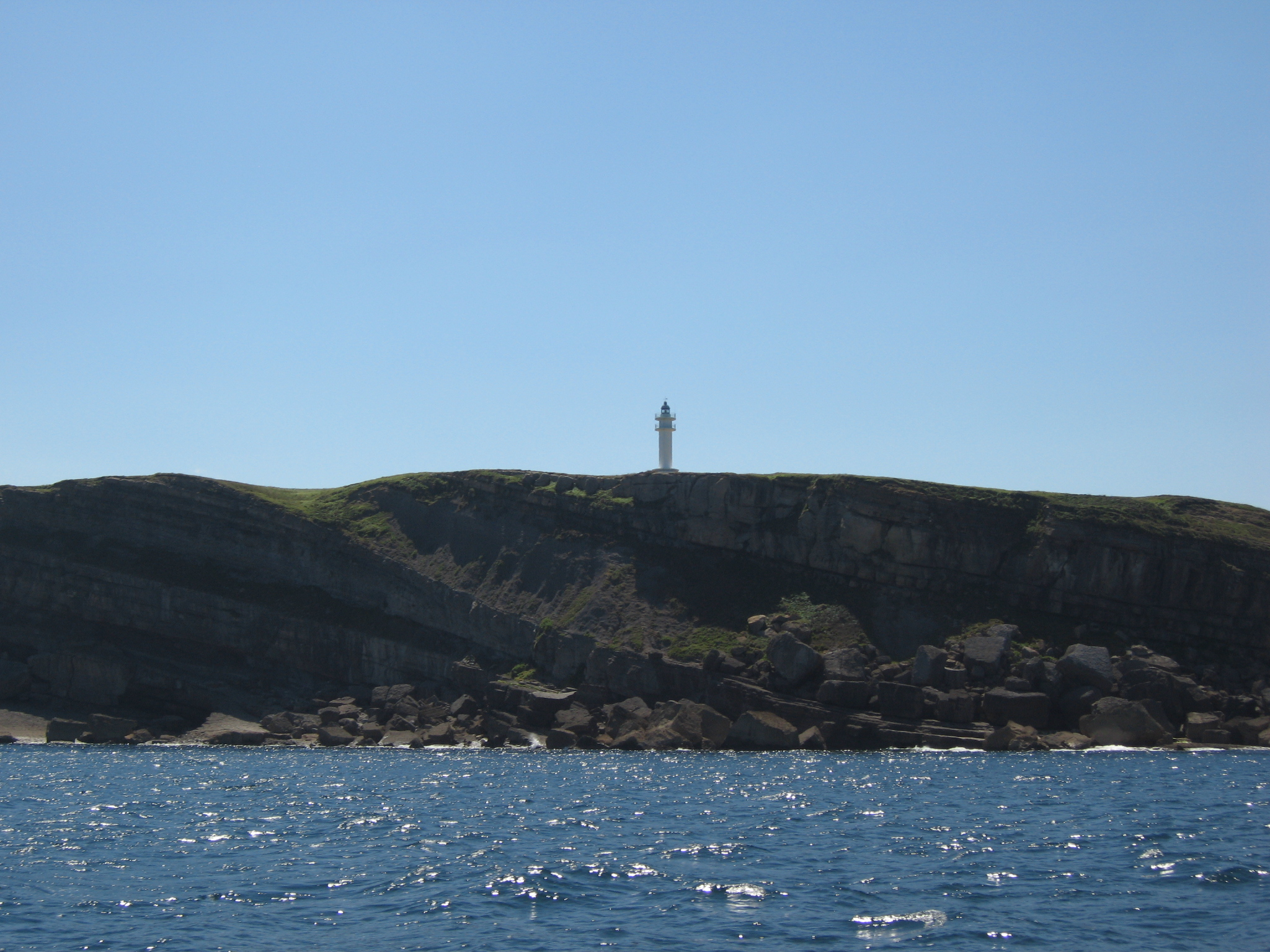
Faro del cabo de Ajo.
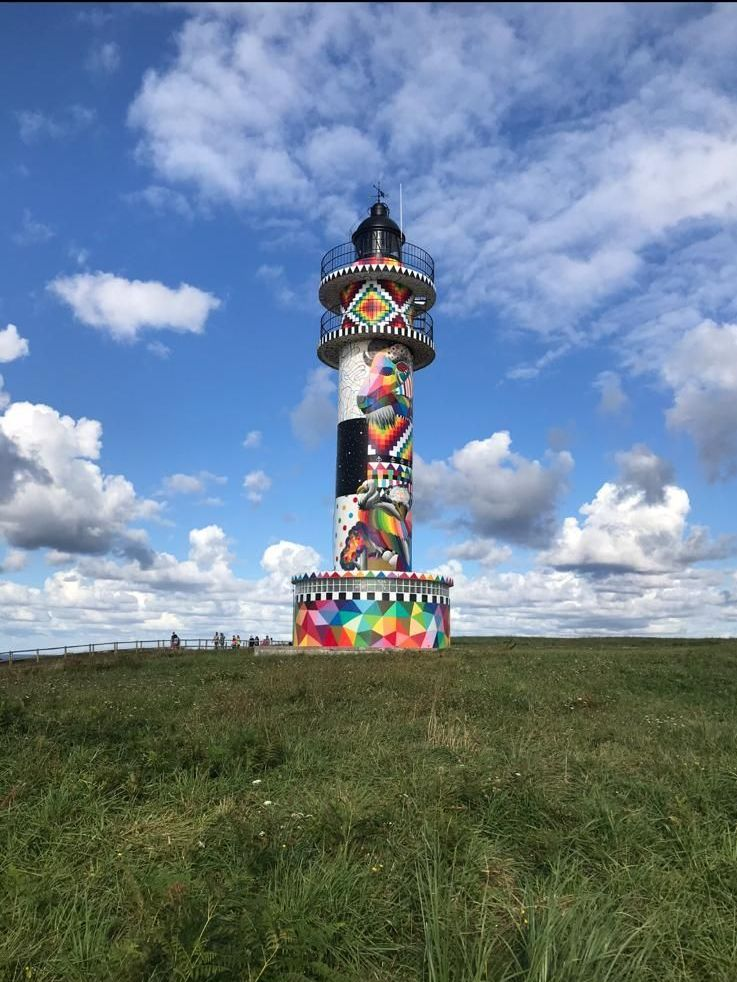
Faro de Ajo a partir de agosto de 2020.